# Pteridospermatòfits
Els pteridospermatòfits (Pteridospermatophyta), també coneguts com a pteridospermes o falgueres amb llavors, són una agrupació de conveniència que reuneix diversos grups d'espermatòfits extints que tenen fulles semblants a les falgueres.

## Història evolutiva
L'evidència fòssil més antiga d'aquest grup és del període Devonià, i varen prosperar particularment durant el període Carbonífer. Els pteridospermatòfits van declinar durant l'era Mesozoica (Cretaci) amb algun supervivent fins a l'Eocè.

## Filogènia
Els pteridospermatòfits no tenen encara una posició precisa dins la taxonomia del regne vegetal i semblen ésser un tàxon parafilètic. En alguns casos semblen ésser afiliables a les gimnospermes, en altres s'han proposat com ancestres possibles de les angiospermes.

## Ordres
Els següents ordres sovint es situen dins Pteridospermatophyta:
- Arberiales (= "Glossopteridales")
- Calamopityales
- Callistophytales
- Corystospermales
- Gigantopteridales (= "Gigantonomiales")
- Leptostrobales
- Lyginopteridales
- Medullosales
- Peltaspermales